# Luigi Lucotti
Luigi Lucotti   (Voghera, 18 de desembre de 1893 - Voghera, 29 de desembre de 1980) fou un ciclista italià, professional entre el 1913 i el 1926. Era conegut com l'ídol de Voghera. Els seus èxits més importants els assolí al Tour de França i Giro d'Itàlia, amb tres i una etapa guanyades respectivament. Durant els darrers anys de la seva carrera esportiva fou gregari de Costante Girardengo. En retirar-se obrí un negoci de bicicletes.

## Palmarès
- 1914
  - Vencedor d'una etapa al Giro d'Itàlia
- 1919
  - Vencedor de 2 etapes al Tour de França
- 1921
  - Vencedor d'una etapa al Tour de França

### Resultats al Giro d'Itàlia
- 1914. 3r a la classificació general i vencedor d'una etapa

### Resultats al Tour de França
- 1919. 7è a la classificació general i vencedor de dues etapes
- 1921. 4t a la classificació general i vencedor d'una etapa
- 1925. Abandona (4a etapa)